# Francisco Zagala

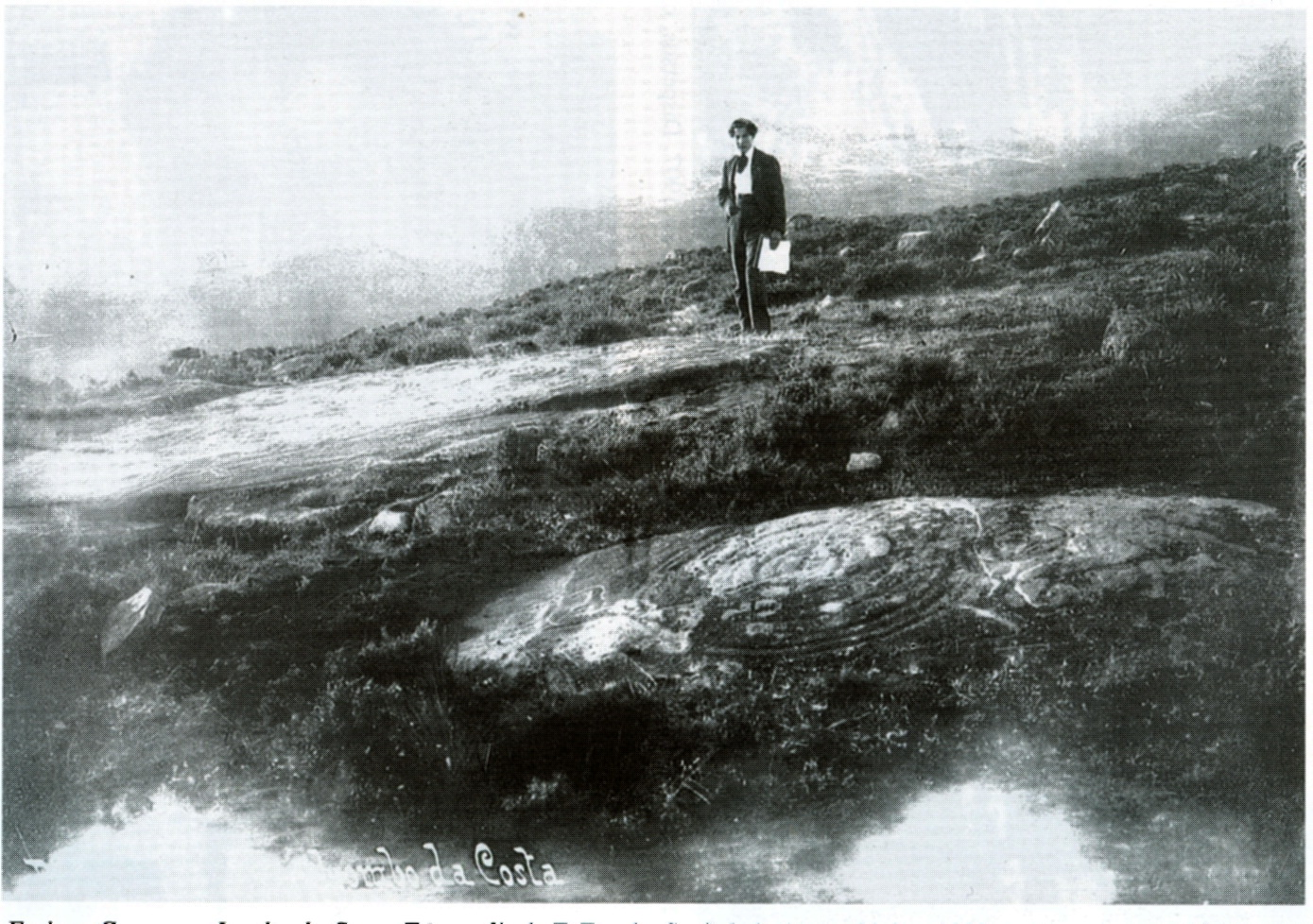
Retrato de Enrique Campo Sobrino, 1908.

Francisco Zagala Pérez (Verín, 1842 - Pontevedra, 1908) fue un fotógrafo español que desarrolló toda su carrera en Galicia.
Nació en Verín, desplazándose a estudiar a Madrid donde además adquirió su formación fotográfica. En torno a 1880 se instaló en Pontevedra en un estudio fotográfico llamado La Madrileña, en la Pontevedresa Plaza de La Estrella. Se trata de uno de los primeros fotógrafos españoles que tomaron el relevo de los extranjeros que se establecieron en España a mitad del siglo XIX.
Su actividad fotográfica conocida se desarrolla en Galicia y de un modo más concreto en Pontevedra donde disponía de un estudio para hacer retratos. Sin embargo también se dedicó a realizar fotografía al aire libre y de reproducciones de arte, siendo el fotógrafo oficial de la Sociedad Arqueológica de Pontevedra. Gracias a la donación de sus fondos al Museo Provincial de Pontevedra se puede disponer de muchas imágenes de tipo etnográfico de la vida en Pontevedra entre los siglos XIX y XX que se encuentran en el denominado archivo Zagala.
Colaboró con la revista La Ilustración Española y Americana durante 1884 aportando fotografías de Pontevedra. Cuando Pedro Ferrer publicó en 1904 la colección de fotografías titulada Portafolio de Galicia con la colaboración de numerosos fotógrafos también estuvo encargado de proporcionar las imágenes de Pontevedra.
Su obra ha sido expuesta en diversas ocasiones para mostrar su valor documental, quizá la más importante fue la exposición realizada por el Museo de Pontevedra en su homenaje en 1994, pero también se han realizado exposiciones de tipo colectivo como la celebrada en Vigo en 2010 con el título Telón de Fondo.